# Bob Paverick
Robertus "Bob" Paverick (Borgerhout, 19 november 1912 - Deurne, 25 mei 1994) was een Belgisch voetballer die speelde als verdediger. Hij voetbalde in Eerste klasse bij Antwerp FC en Beerschot VAC en speelde 41 interlands met het Belgisch voetbalelftal waar hij als enige het presteerde om voor en na de Tweede Wereldoorlog te spelen.

## Loopbaan
Paverick sloot zich als jeugdspeler aan in 1924 bij voetbalploeg Sint-Rochus FC Deurne. In 1927 trok Antwerp FC hem aan als jeugdspeler. Paverick debuteerde in 1930 in het eerste elftal als rechtsachter maar het duurde nog tot het seizoen 1933/34 vooraleer hij een vaste basisplaats verwierf. Ook na de onderbreking van de competitie door de Tweede Wereldoorlog, toen hij tijdelijk aan de slag was als trainer van KSK Beveren en gelijktijdig speelde bij Antwerp FC. In 1944 werd hij met de ploeg landskampioen.
Tussen 1935 en 1946 speelde Paverick 41 wedstrijden voor het Belgisch voetbalelftal. Op het Wereldkampioenschap voetbal 1938 in Frankrijk speelde hij de achtste finale. Paverick droeg van 1939 tot 1946 de kapiteinsband bij de Rode Duivels. Samen met Paul Van Himst en Jan Ceulemans, die eveneens gedurende zeven jaar aanvoerder waren, deelt hij dit record.
Paverick bleef bij Antwerp voetballen tot in 1948 en werd dan uitgeleend aan stadsrivaal Beerschot VAC waar hij niet mocht mee spelen in de confrontaties tegen Antwerp FC maar verder dan zeven wedstrijden kwam hij niet.In totaal speelde Bob 298 wedstrijden en scoorde 8 doelpunten.